# Cem Demir
Cem Demir (* 30. April 1985 in Erzincan) ist ein türkischer Fußballspieler, der bis zum 31. Mai 2007 als Stürmer bei Trabzonspor unter Vertrag stand.
Er begann seine Karriere bei Kartal Bulvarspor und Pendikspor. Sein erstes und bislang einziges Länderspiel bestritt Cem Demir für die U-21-Nationalmannschaft der Türkei am 27. Mai 2006 beim Freundschaftsspiel gegen Rumänien, das 1:1 ausging. Zudem kam Demir seit Ende 2006 mehrfach für die erste Mannschaft Trabzonspors in der Süper Lig sowie UEFA-Cup-Qualifikation zum Einsatz.